# 多哥国旗
多哥国旗启用于1960年4月27日，背景由绿黄二色共五道横条组成：顶部、底部和中间三条为绿色，其余两条为黄色；国旗左上角为一红色正方形，中间有一颗白色五角星，旗帜纵横比为{\displaystyle 1:{\frac {1+{\sqrt {5}}}{2}}}，是一黄金矩形旗帜。
多哥国旗的图案设计参考了利比里亚国旗，但所用的色彩是泛非颜色。
多哥国旗的设计者阿赫伊•保罗（Ahyi Paul），是首都洛美的一名美术教师。

## 历史旗幟

多哥自治共和國国旗（1957年–1958年）
多哥自治共和國国旗（1958年–1960年）